# Victoria Ohuruogu
Victoria Ohuruogu (n. 28 februarie 1993, Londra, Anglia, Regatul Unit) este o atletă britanică, medaliată olimpică. A participat la o ediție a Jocurilor Olimpice (2024) în care a câștigat o medalie de bronz în proba de 4x400 de metri.

## Palmares
| An   | Competiție                      | Locație               | Loc | Eveniment | Note    |
| ---- | ------------------------------- | --------------------- | --- | --------- | ------- |
| 2010 | Jocurile Olimpice de Tineret    | Singapore             | 11  | 400 m     | 55,99   |
| 2014 | Campionatul Mondial în sală     | Sopot, Polonia        | 3   | 4×400 m   | 3:27,90 |
| 2014 | Campionatul European            | Zürich, Elveția       | 3   | 4×400 m   | 3:24,34 |
| 2015 | Campionatul European de Tineret | Tallinn, Estonia      | 1   | 4×400 m   | 3:30,07 |
| 2022 | Campionatul Mondial             | Eugene, Statele Unite | 10  | 400 m     | 50,99   |
| 2022 | Campionatul Mondial             | Eugene, Statele Unite | 3   | 4×400 m   | 3:22,64 |
| 2022 | Campionatul European            | München, Germania     | 4   | 400 m     | 50,51   |
| 2022 | Campionatul European            | München, Germania     | 3   | 4×400 m   | 3:21,74 |
| 2023 | Campionatul Mondial             | Budapesta, Ungaria    |     | 400 m     | 50,74   |
| 2024 | Ștafetele Mondiale              | Nassau, Bahamas       | 4   | 4×400 m   | 3:25,84 |
| 2024 | Campionatul European            | Roma, Italia          | 15  | 400 m     | 52,07   |
| 2024 | Jocurile Olimpice               | Paris, Franța         | 18  | 400 m     | 51,14   |
| 2024 | Jocurile Olimpice               | Paris, Franța         | 3   | 4×400 m   | 3:19,72 |

1. 1 2  Atleta a participat doar la calificări, dar a primit o medalie.